# Azerithonica
Azerithonica là một chi nhện trong họ Agelenidae.